# Surinan
Surinan ou Surinã é um bairro do município brasileiro de Coronel Fabriciano, no interior do estado de Minas Gerais. Localiza-se no distrito Senador Melo Viana, estando situado no Setor 6. Segundo o censo demográfico de 2022, realizado pelo Instituto Brasileiro de Geografia e Estatística (IBGE), sua população era de 1 345 habitantes e havia 510 domicílios particulares permanentes ocupados.
De acordo com o IBGE, em 2010 a população era de 1 602 habitantes e havia 555 domicílios particulares.
O bairro surgiu após a área ser loteada, na década de 1950, pela Urbanizadora Melo Viana Ltda. O nome Surinan é uma referência ao rio Suriname, no Suriname, e foi sugerido por Nyssio Dias Luz, antigo dono da imobiliária. A localidade é cortada pelo ribeirão Caladão. Segundo o IBGE, possui uma área considerada como favela e comunidade urbana, que tinha 375 habitantes em 2022.

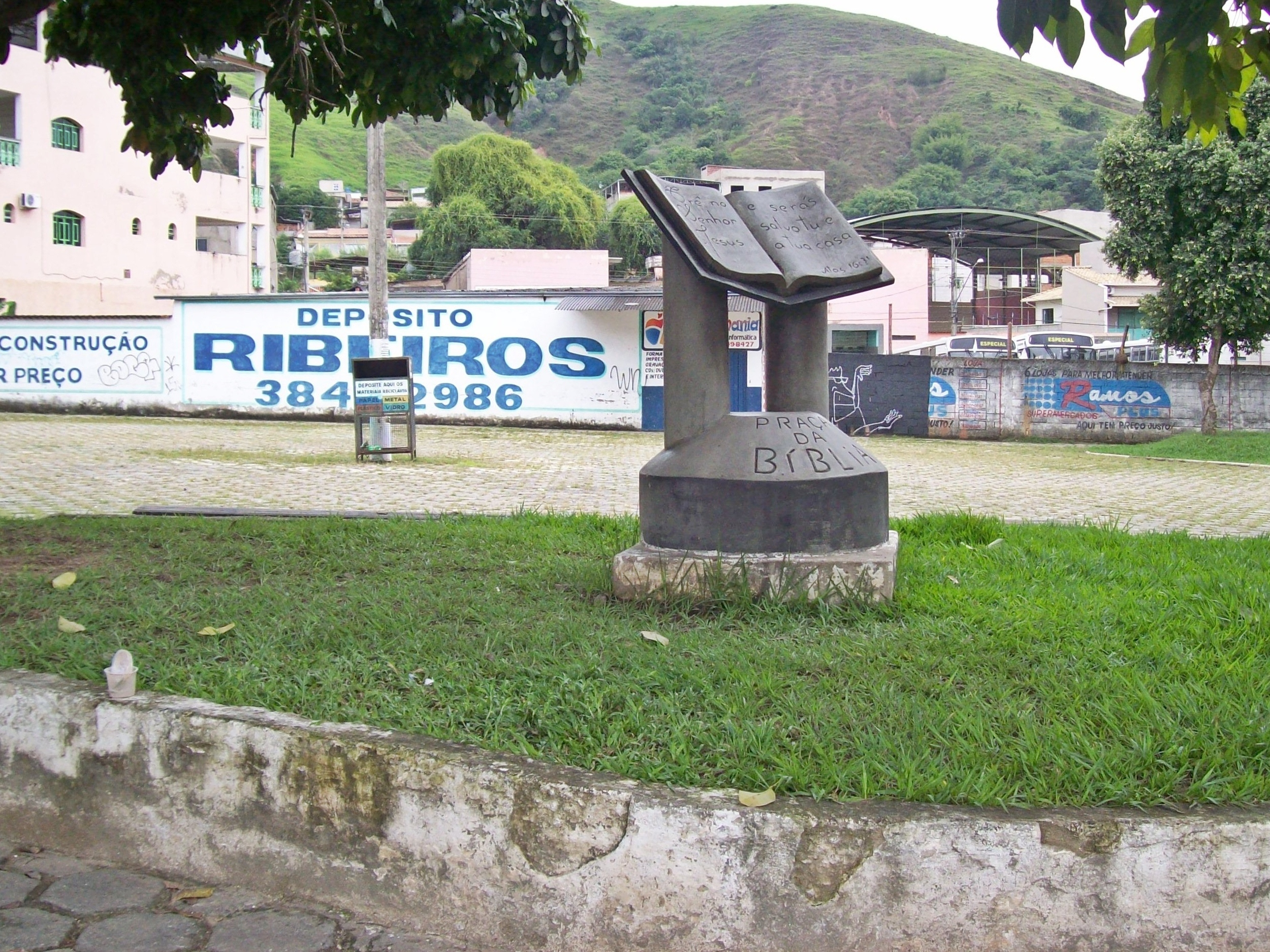
Praça da Bíblia
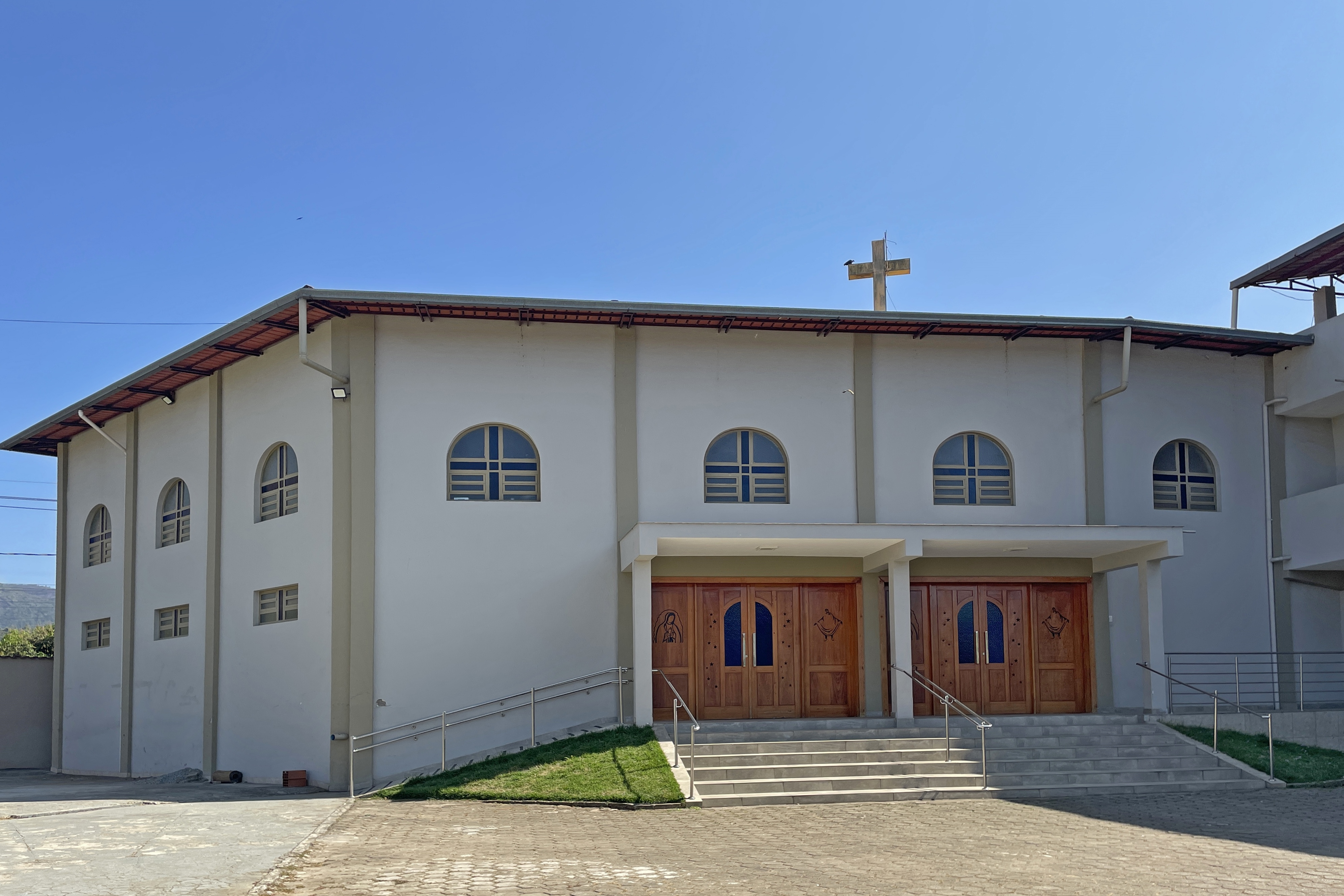
Igreja Nossa Senhora de Guadalupe, da Paróquia São Francisco Xavier.
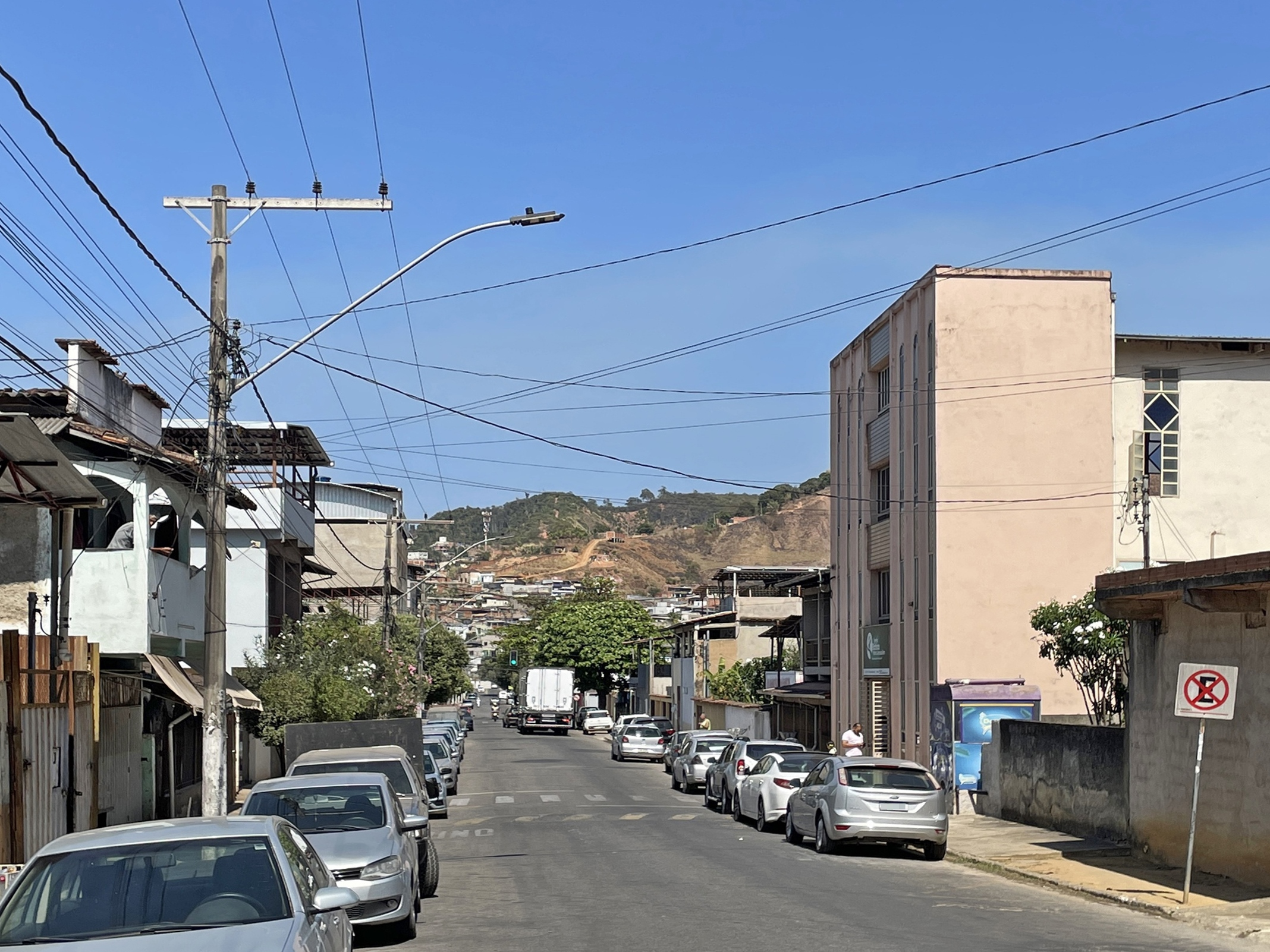
Avenida Roldão Alves Torres, uma das principais vias do bairro.